# Frankie Liles
Frankie Liles est un boxeur américain né le 14 février 1965 à Syracuse, État de New York.

## Carrière
Vainqueur des Golden Gloves en 1986 (poids welters) puis champion des États-Unis amateur et médaillé de bronze aux Jeux panaméricains d'Indianapolis en 1987 dans la catégorie super-welters, il n'échoue pour les qualifications aux Jeux olympiques de Séoul que face à Roy Jones Jr.
Liles choisit alors de passer professionnel en 1988. Il devient champion d'Amérique du Nord NABF des poids super-moyens en 1992 et champion du monde WBA de la catégorie le 12 août 1994 après sa victoire aux poids contre Steve Little. Il conserve à 7 reprises sa ceinture jusqu'au 12 juin 1999 où il s'incline face à Byron Mitchell. Frankie Little met un terme à sa carrière en 2002 sur un bilan de 32 victoires et 3 défaites.